# Casa Torelló
La Casa Torelló és una obra d'Igualada (Anoia) protegida com a Bé Cultural d'Interès Local.

## Descripció
Casa pairal del segle xviii que tot i les transformacions sofertes manté les característiques de les edificacions de l'època.
Edifici entre mitgeres, de planta baixa i dos pisos, amb la planta baixa molt transformada. A la façana destaquen els tres balcons de cada planta que sobresurten del parament estucat amb motius geomètrics que imiten els carreus.
A un costat de la part posterior hi trobem l'església de la Mare de Déu de Montserrat, de planta baixa, que tenia un petit campanar avui desaparegut.
A l'interior de la capella destaquen les pintures de l'absis, obra de Miquel Llacuna. S'hi poden observar uns àngels amb els símbols de la lletània a les mans. A sota, l'escolania i una mestressa amb un grup de nens, al·legoria de la fundadora de la capella. A la nau hi ha uns plafons laterals. Un és dedicat al vot de poble que va fer Igualada l'any 1515 a la verge de Montserrat, a causa de la pesta. Un segon és dedicat a la batalla del Bruc. L'últim és una representació de tots els sants que han passat per la ciutat.